# Niederabsdorf
Niederabsdorf ist eine Ortschaft und eine Katastralgemeinde der Marktgemeinde Ringelsdorf-Niederabsdorf im Bezirk Gänserndorf in Niederösterreich.

## Geografie
Niederabsdorf liegt im nordöstlichen Weinviertel. Durch den Ort, der sich zwischen der Zaya und dem Eichhorner Bach befindet und im Norden vom Steinberggraben begrenzt wird, führte früher die Lokalbahn Drösing–Zistersdorf.

## Geschichte
Erstmals wurde Niederabsdorf 1148 unter dem Namen „Zaia“ urkundlich erwähnt. Weitere Erwähnungen des Ortes im 13. Jahrhundert finden sich in den Sitzungsberichten der kaiserlichen Akademie der Wissenschaften, 11 Band, Wien 1854, Beiträge zur Lösung akademischer Aufgaben. Von w.M. Herrn Regierungsrat Chmel.: Zur Geschichte und Statistik Süd-Deutschlands im XIII. Jahrhundert. Das Benediktinerkloster Nieder-Altaich und seine Besitzungen in Österreich ; S 871 ff.: Hermann  von Niederaltaich, Abt der 731 gegründeten Abtei Niederaltaich, verfasste zahlreiche Unterlagen über die Geschäfte und Verhältnisse des Klosters über die Zeit von 1242 bis 1273: Neben genauen Zins und Lastenabrechnungen werden auch die meist erfolglosen Versuche des Klosters wiedergeben, das Los der Bevölkerung zu verbessern und vor Misswirtschaft und Ausbeutung hintanzuhalten: Die Besitzungen wurden von Vögten verwaltet, die eine Willkürherrschaft über die Bauern ausübten, die bis ins 17. Jahrhundert dauerte. Es wird auch über Einfälle Ungarn und Cumanen 1252/53 berichtet, die das Dorf fast vollzählig zerstörten. 1420–1436 war die Zeit der Hussiteneinfälle. 1683 wurde Niederabsdorf von den Türken überfallen, welche die 1045 erbaute Kirche zerstörten. Bei einem Überfall durch die Kuruzzen am 20. Juni 1704 wurde das Dorf niedergebrannt.
Im Jahr 1822 wird der Ort als ein Dorf mit 102 Häusern beschrieben, das über eine Kirche und eine Schule verfügte. Die Ortsobrigkeit besaß die Rabensburg Weitra, der auch die Landgerichtsbarkeit oblag und die die Konskription durchführte.
Der Franziszeische Kataster zeigt die Lage des Ortes im Jahre 1821.
Die Chronik von 1835 erwähnt 108 Häuser und als Poststation Wilfersdorf. Der Wehrbezirk war das Linien Infanterie-Regiment Nr. 4. An Familien wurden 129 gezählt, davon 334 männliche, 342 weibliche Personen und 90 schulpflichtige Kinder. Es gab einen Viehbestand von 100 Pferden 246 Kühen, 300 Schafe, 5 Ziegen und 140 Schweine. Die Grundstücke, die diesseits des Zayaqlusses lagen, waren sehr gut, diesseits desselben aber nur mittelmäßig. Die Wiesen waren oft von der Zaya überschwemmt. Der Ort wurde begrenzt von den Dörfern Ringelsdorf, Fatzihof, Hohenau, Hausbrunn, Dobermannsdorf, Palterndorf, Zistersdorf und Eichhorn.
1866 war das Dorf von den Preußen im Zuge des Preußisch-Österreichischen Krieges (siehe Deutscher Krieg) von den Preußen besetzt.
Laut Adressbuch von Österreich waren im Jahr 1938 in der Ortsgemeinde Niederabsdorf drei Bäcker, ein Dachdecker, ein Fleischer, zwei Friseure, zwei Gastwirte, sechs Gemischtwarenhändler, eine Hebamme, ein Landesproduktehändler, eine Milchgenossenschaft, ein Müller, ein Sattler, zwei Schmiede, zwei Schneider und drei Schneiderinnen, drei Schuster, vier Trafikanten, drei Tischler, ein Viktualienhändler, zwei Wagner und mehrere Landwirte ansässig. Außerhalb des Ortes gab es eine Ziegelei.

## Sehenswürdigkeiten
- Pfarrkirche Niederabsdorf
- Schloss Niederabsdorf, eine 1045 erstmals erwähnte Anlage, die im 19. Jahrhundert zur Zuckerfabrik umfunktioniert wurde und heute als Wirtschaftshof dient

## Persönlichkeiten
- Ernst Trost (1905–1964), Kirchenmusiker, Komponist, Organist und Musiklehrer
- Johann Windsteig (1925–2005), ÖBB-Beamter, Abgeordneter zum Nationalrat und Mitglied des Bundesrates